# Yoldia lanceolata
Yoldia lanceolata is een uitgestorven mariene tweekleppige die alleen moderne verwanten heeft in de Grote Oceaan.

## Beschrijving

### Schelpkenmerken
De schelp is plat, vrij dikschalig en langgerekt ovaal, met een umbo die duidelijk achter het midden ligt. De umbo steekt slechts weinig boven de bovenzijde van de schelp uit en is achterwaarts gericht. De sculptuur bestaat uit platte groeven die de groeilijnen snijden. Deze schuin verlopende groeven zijn een kenmerk van het ondergeslacht Cnesterium en maken deze soort zeer goed herkenbaar. De onderrand van de schelp is glad. Er is een taxodont slot met aan weerszijden van de umbo een aantal gelijkvormige tanden. In het midden van het slot direct onder de umbo bevindt zich de resiliumgroeve waarin zich bij leven de 'inwendige' slotband bevindt die beide kleppen bij elkaar houdt en laat scharnieren. De binnenzijde van de schelp is glad en mat glanzend. In de mantellijn bevindt zich een mantelbocht die in de schelp verdiept kan zijn.

### Grootte van de schelp
- Lengte: tot ongeveer 50 millimeter.
- hoogte: tot ongeveer 26 millimeter.
- semidiameter: tot ongeveer 6 millimeter.

### Levenswijze
Net als veel andere Nuculoida zal Yoldia lanceolata vooral een filteraar geweest zijn. De soort is altijd in associaties aangetroffen bestaande uit soorten die lage watertemperaturen verdragen.

### Fossiel voorkomen
In Nederland wordt de soort vrij algemeen, soms zelfs tamelijk talrijk gevonden in de Formatie van Maassluis die dateert uit het Tiglien (Zone van Mya arenaria en Hydrobia ulvae) en Pretiglien (Zone van Serripes groenlandicus en Yoldia lanceolata). In België is de soort in situ niet bekend, strandvondsten zijn daar niet uit te sluiten. In Engeland is de soort bekend uit de Norwich Crag Formation in East Anglia die in ouderdom ongeveer overeenkomt met de Nederlandse Formatie van Maassluis.
Op het Nederlandse Noordzeestrand spoelt Yoldia lanceolata zeer zeldzaam aan op stranden in de provincie Zeeland.

### Oorsprong
Het ondergeslacht Cnesterium heeft een langere geologische historie in de Grote Oceaan dan in de Atlantische Oceaan. Yoldia (Cnesterium) lanceolata behoort tot een groep van soorten die na de opening in het Laat Mioceen door de Beringstraat naar de Atlantische Oceaan gemigreerd zijn en zich uiteindelijk in het Noordzeegebied heeft gevestigd. Een deel van deze soorten, waaronder Y. lanceolata is na het oudere Vroeg Pleistoceen in het vestigingsgebied weer uitgestorven.
Andere vertegenwoordigers uit deze migratiegolf zijn Acila cobboldiae (uitgestorven) en de niet uitgestorven Strandgaper, het Nonnetje en de Alikruik.